# Sharpeville
Sharpeville, även stavat Sharpville, är en ort i södra Gauteng, Sydafrika, belägen mellan industristäderna Vanderbijlpark och Vereeniging. Folkmängden uppgick till 37 599 invånare vid folkräkningen 2011. Orten är mest känd för Sharpevillemassakern den 21 mars 1960, där sydafrikansk polis sköt ihjäl svarta demonstranter. Minnet uppmärksammas som Sharpevilledagen den 21 mars, som sedan 1994 är officiell människorättshelgdag.
I Sharpeville inträffade också ett kontroversiellt mord 1983 som ledde till arresteringar, rättegångar, och dödsdomar (senare upphävda och omvandlade till fängelsestraff) mot den så kallade Sharpevillesexan.